# Муса ибн Укба
Муса ибн Укба абу Мухаммад аль-Мадани (араб. مُوسَى بْنُ عُقْبَةَ أَبُو مُحَمَّدٍ الْمَدَنِيُّ‎) — факих, мухаддис, биограф Мухаммеда.

## Биография
Родившийся в Медине рабом в услужении семьи Аз-Зубайра ибн аль-Аввама. Позже он был освобождён и там же в Медине и получил своё образование. Будучи самым юным, но притом выдающимся среди своих братьев, Мухаммеда ибн Укбы и Ибра[им ибн Укбы, благодаря своему знанию науки хадисов и фикха. Известный востоковед Карл Захау в 1904 году опубликовал некоторые из уцелевших кусков из его работы «Китаб аль-Магази» (т. н. берлинская рукопись), из которых становится видно, что он составил подробнейшую биографию Мухаммеда. Эта книга стала отправной работой для многих биографов Мухаммеда при составлении сиры. Имам Малик, Яхья ибн Муин, Ахмад ибн Ханбал считали эту книгу самой аутентичной из подобных, даже более аутентичной аналогичной работы Ибн Исхака. Сам ибн Укба сильно полагался на аз-Зухри при составлении «Магази». Хотя сам Исхак не упоминает ибн Укбу в своих работах, на него ссылаются на удивление более поздние исламские историки вроде ат-Табари и аль-Вакиди.